# Perissomastix atriceps
Perissomastix atriceps is een vlinder uit de familie van de echte motten (Tineidae). De wetenschappelijke naam van de soort is voor het eerst geldig gepubliceerd door Walsingham.